# Toni Fruk
Toni Fruk, né le 9 mars 2001 à Našice en Croatie, est un footballeur croate qui évolue au poste de milieu offensif au HNK Rijeka.

## Biographie

### En club
Né à Našice en Croatie, Toni Fruk passe notamment par le Hypo limač Osije avant de rejoindre la Belgique et le Royal Excelsior Mouscron en juillet 2018. Il n'y reste pas longtemps puisqu'il rejoint l'ACF Fiorentina le 30 janvier 2019, où il poursuit sa formation.
En octobre 2020 la Fiorentina le prête pour une saison au NK Dubrava (en).
Le 24 juin 2021, Toni Fruk est prêté au HNK Gorica pour une saison, renouvelable pour une saison supplémentaire. Il joue son premier match pour le club le 17 juillet 2021, lors de la première journée de la saison 2021-2022 du championnat de Croatie, contre le HNK Rijeka. Il entre en jeu à la place de Josip Mitrović et son équipe s'incline par deux buts à zéro.
Le 12 juillet 2023, Toni Fruk quitte définitivement l'ACF Fiorentina où il n'aura jamais eu sa chance en équipe première, et rejoint le HNK Rijeka. Il signe un contrat de quatre ans, soit jusqu'en juin 2027.

### En sélection
Toni Fruk joue son premier match avec l'équipe de Croatie espoirs le 11 novembre 2021, contre l'Estonie. Il entre en jeu et son équipe s'impose par deux buts à zéro. Le 29 mars 2022 il inscrit son premier but avec les espoirs, contre la Finlande. Entré en jeu à la place d'Ante Palaversa, il marque en fin de match sur un service de Gabriel Vidović mais il ne peut éviter la défaite des siens (2-3 score final).